# Rustem Kazakow
Rustem Abdułłajewicz Kazakow (ros. Рустем Абдуллаевич Казаков, ur. 2 stycznia 1947 w Taszkencie) – radziecki zapaśnik. Złoty medalista olimpijski z Monachium 1972.
Urodził się w rodzinie Tatarów krymskich na terytorium obecnego Uzbekistanu. Walczył w stylu klasycznym, w kategorii do 57 kilogramów. Zawody w 1972 były jego jedynymi igrzyskami olimpijskimi, w finale pokonał Niemca Hansa-Jürgena Veila. Na mistrzostwach świata zdobywał złoto w 1969 i 1971, srebro w 1973 i brąz w 1970. W 1967 był brązowym medalistą mistrzostw Europy. W 1989 jego rodzina wróciła na Krym.